# Auricularia cornea
Auricularia cornea (毛木耳, маомуер або хмарне вухо) — вид грибів із порядку Auriculariales. Його комерційно вирощують для їжі в Китаї. Раніше вид відносили до Auricularia polytricha. Auricularia cornea є популярним інгредієнтом багатьох китайських страв, а також використовується в традиційній китайській медицині.

## Таксономія
Auricularia cornea була спочатку описана на Гаваях (Оаху) німецьким натуралістом Крістіаном Готфрідом Еренбергом у 1820 році. Він був прийнятий як окремий вид Бернардом Лоуї в його монографії Auricularia 1952 року  і згодом підтверджений як окремий молекулярним дослідженням на основі кладистичного аналізу послідовностей ДНК.  

## Народні назви
В Китаї гриб називають "хмарне вухо", або «волохате деревʼяне вухо».
Японською називається ара-ге-кі-кураге (アラゲキクラゲ, букв. «медуза-дерево-жорстке волосся»). 
Це один із кількох драглистих грибів, відомих як деревʼяне вухо, деревний гриб, через схожість плодових тіл на форму вуха.

## Опис
Плодові тіла поодинокі або скупчені, вухоподібні, з боків прикріплені до деревини, іноді з дуже короткою ніжкою, пружні, драглисті, від блідо-коричневого до червонувато-коричневого, рідко білого кольору, до 90 мм завширшки і 2 мм завтовшки; верхня поверхня густо опушена; нижня поверхня гладка. Під мікроскопом волоски на верхній поверхні товстостінні, 180–425 × 6–9 мкм. Базидії циліндричні, гіалінові, трисептовані, 60–75×4–6 мкм. Спори гіалінові, алантоїдні (ковбасоподібні), 14–16,5×4,5–6 мкм. 

## Поширення
Auricularia cornea росте на мертвій опалої або стоячій деревині широколистяних лісів. Вид широко поширений у Південній Азії, Африці, Австралазії та Тихому океані та Південній Америці.  

## Використання
Auricularia cornea зазвичай продається у висушеному вигляді, і перед використанням її потрібно замочити у воді. Незважаючи на те, що він майже несмачний, його цінують за його слизьку, але злегка хрустку консистенцію.  Легкий хрускіт зберігається, незважаючи на більшість процесів приготування.  Auricularia cornea більш груба, ніж Auricularia heimuer, і її частіше використовують для приготування супів, а не смажених страв. 
Традиційно маорі готували гиби на пару в земляній печі та їли з осотом та картоплею.  З 1870-х до 1950-х років гриби збирали та експортували з Нової Зеландії до Китаю.  
Цей гриб використовується в кантонських десертах.
Чашка сухого хмарного вуха містить 19,6 грамів харчових волокон. 

## Галерея

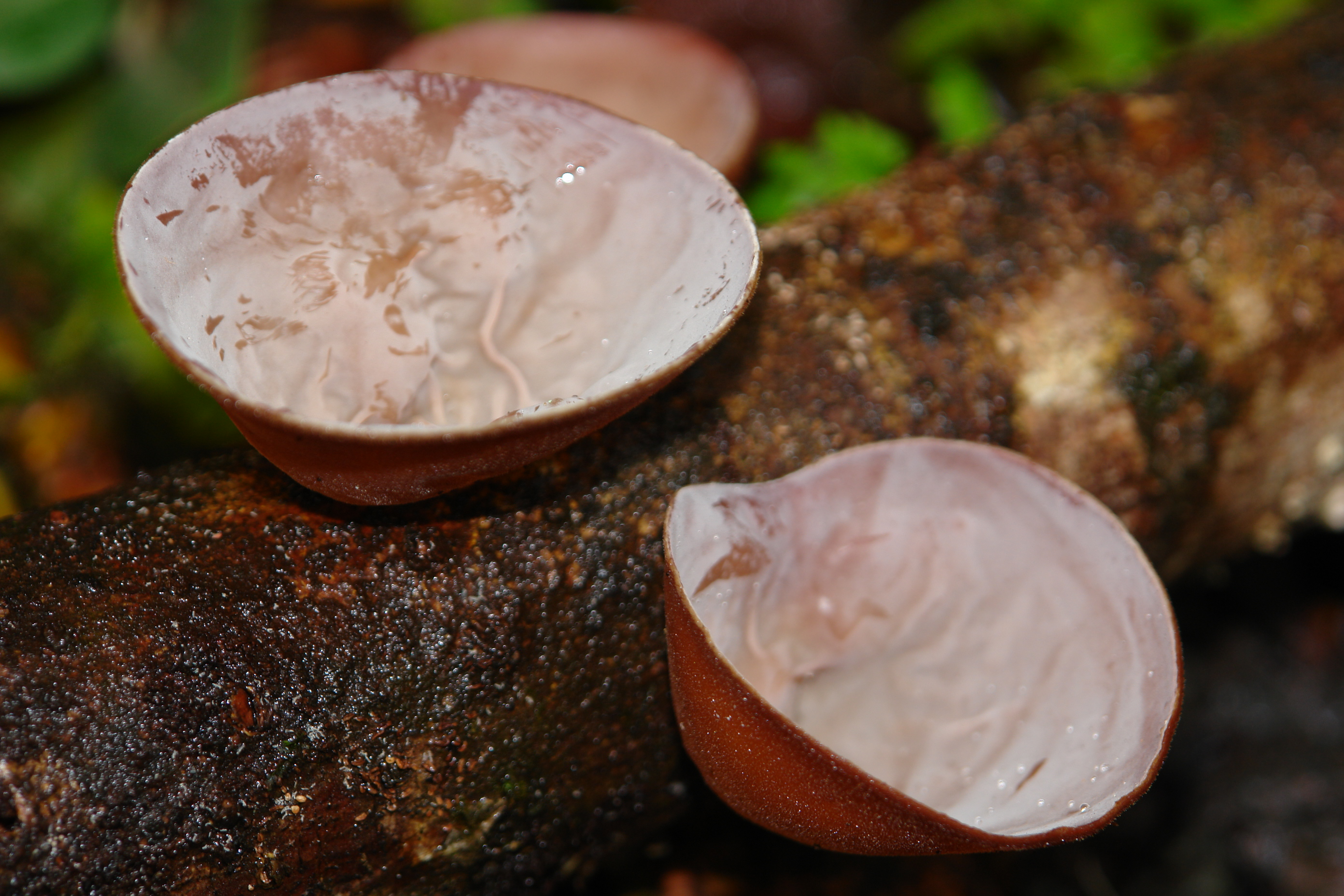
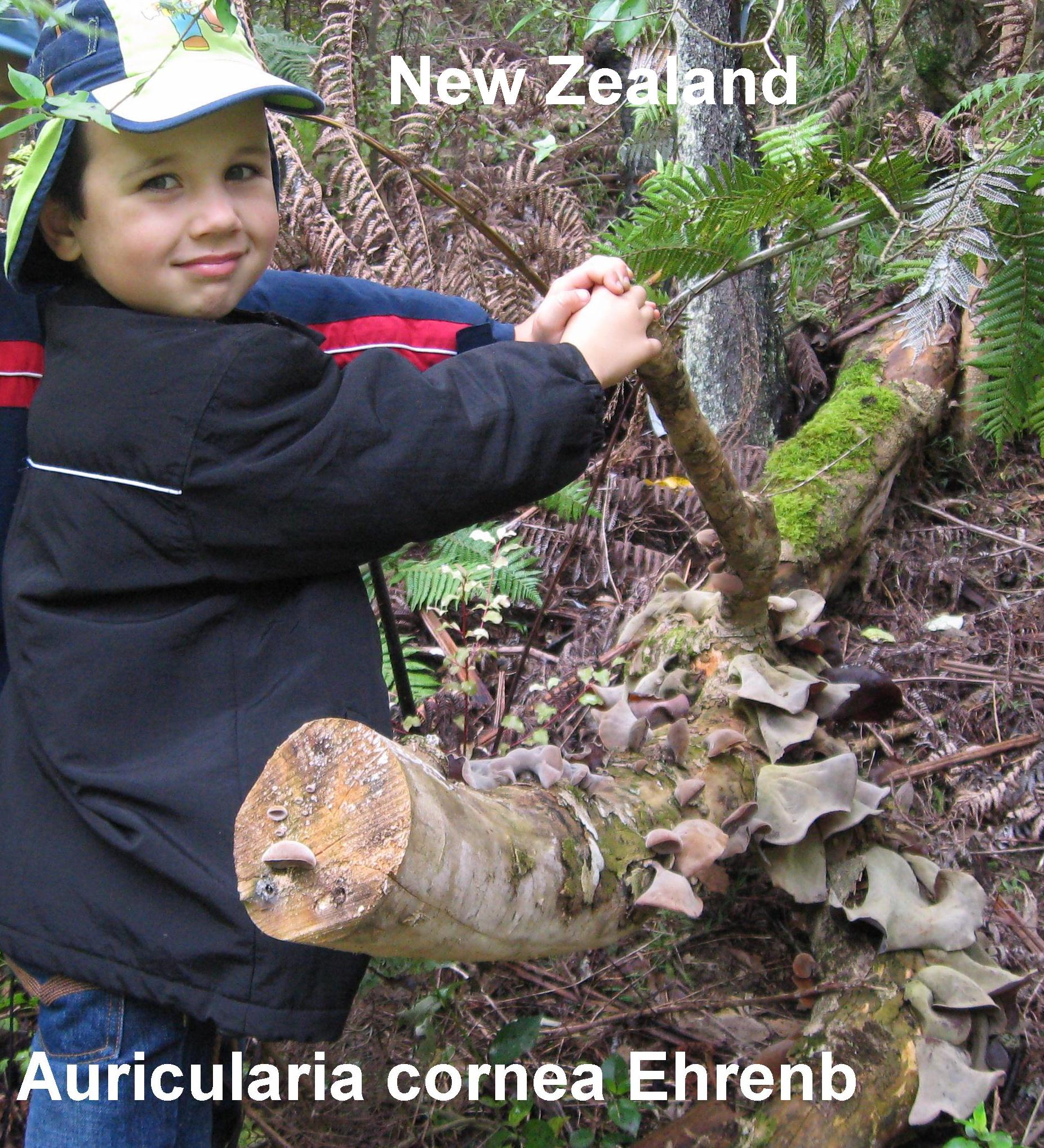